# Callopistria nigrosticta
Callopistria nigrosticta là một loài bướm đêm trong họ Noctuidae.